# Edward Grey
Edward Grey (25 de abril de 1862 – 7 de septiembre de 1933) fue un hombre de estado británico del Partido Liberal y adherente del «Nuevo Liberalismo». Sirvió como ministro de Asuntos Exteriores desde 1905 hasta 1916, la más larga antigüedad de cualquier persona en ese oficio. Probablemente es más conocido por su comentario el 3 de agosto de 1914 en referencia al estallido de la Primera Guerra Mundial que «Las lámparas se apagan por toda Europa, puede que no volvamos a verlas encendidas en nuestra vida» Firmó el Acuerdo Sykes-Picot el 16 de mayo de 1916. Ennoblecido en 1916, fue el embajador a los Estados Unidos entre 1919 y 1920 y líder de los liberales en la Cámara de los Lores entre 1923 y 1924.